# Завоня (гмина)
Заво́ня (пол. Zawonia) — сельская гмина (волость) в Польше, входит как административная единица в Тшебницкий повет, Нижнесилезское воеводство. Население — 5423 человека (на 2004 год).

## Демография
| Перепись                       | Всего   | Всего | Женщины | Женщины | Мужчины | Мужчины |
| ------------------------------ | ------- | ----- | ------- | ------- | ------- | ------- |
| Единицы                        | человек | %     | человек | %       | человек | %       |
| Население                      | 5423    | 100   | 2696    | 49,7    | 2727    | 50,3    |
| Плотность населения (чел./км²) | 45,9    | 45,9  | 22,8    | 22,8    | 23,1    | 23,1    |

## Сельские округа
1. Будчице
2. Целентники
3. Чахово
4. Чешув
5. Глухув-Дольны
6. Грохова
7. Каловице
8. Людгежовице
9. Милоновице
10. Недары
11. Пенцишув
12. Правоцице
13. Пстшеёвице
14. Жендзишовице
15. Сендзице
16. Суха-Велька
17. Тарновец
18. Тшенсовице
19. Завоня
20. Злотув

## Поселения
1. Копец
2. Помяновице
3. Радлув
4. Скотники
5. Станенцице
6. Суха-Мала
7. Тшемше
8. Злотувек

## Соседние гмины
1. Гмина Длуголенка
2. Гмина Доброшице
3. Гмина Кроснице
4. Гмина Милич
5. Гмина Тшебница